# 도리이마에역
도리이마에역(일본어: 鳥居前駅)은 일본 나라현 이코마시에 위치한 긴키 닛폰 철도 이코마강삭 선의 철도역이다. 역 번호는 Y 17이며, 두단식 승강장 3면 2선의 구조를 갖춘 지상역이다.

## 타는 곳
| 1 | Y 호잔지 1호선 | 호잔지 · 이코마산조 방면 | 통상은 이 1번선만 사용             |
| 2 | Y 호잔지 1호선 | 호잔지 · 이코마산조 방면 | 이용객 혼잡 및 1호선 운휴시에 운행 |

## 역 주변
- 그린 힐 이코마

## 역사
- 1918년 8월 29일 : 이코마 강삭 철도의 역으로서 개업.
- 1922년 1월 25일 : 합병에 의해, 오사카 전기 궤도의 역이 됨.
- 1926년 12월 30일 : 호잔지 역까지 복선화.
- 1944년 7월 : 호잔지 2호선 운휴되어, 호잔지 2호선 단선화.
- 1953년 4월 1일 : 호잔지 2호선 운행 재개, 호잔지 선 복선화.
- 2015년도 : 긴테쓰 전 노선에 역 넘버링이 도입된 것에 의해, 이코마강삭 선의 당 역도 역 넘버링이 도입됨.

## 인접 역
| 긴키 닛폰 철도 이코마강삭 선 | 긴키 닛폰 철도 이코마강삭 선 | 긴키 닛폰 철도 이코마강삭 선        |
| ---------------------------- | ---------------------------- | ----------------------------------- |
| 시·종착역                    | Y 이코마강삭 선              | 호잔지 Y18 호잔지 · 이코마산조 방면 |